# Palm Beach/Malmok
Palm Beach/Malmok – strefa (zone) w regionie Noord/Tanki Leendert w północnej części kraju autonomicznego Aruba, należącego do Holandii, w Ameryce Południowej. 1 stycznia 2020 r. liczyła 5637 mieszkańców. Pod względem liczby mieszkańców jest największą strefą regionu.

## Podział administracyjny
W skład strefy wchodzą dwie miejscowości
- Malmok
- Palm Beach

## Demografia
Strefa liczy 5637 mieszkańców (1 stycznia 2020).
| Kobiety | Mężczyźni |
| ------- | --------- |
| 2715    | 2922      |